# Charles Tupper
Sir Charles Tupper, 1º Baronete GCMG CB PC MD (Amherst, 2 de julho de 1821 – Bexleyheath, 30 de outubro de 1915) foi um pai canadense da Confederação; como o primeiro-ministro da Nova Escócia de 1864 a 1867, ele conduziu a Nova Escócia à Confederação. Ele passou a servir como o sexto primeiro-ministro do Canadá, empossado em 1º de maio de 1896, sete dias após a dissolução do parlamento. Ele perdeu a eleição de 23 de junho e renunciou em 8 de julho de 1896. Seu mandato de 69 dias como primeiro-ministro é o mais curto da história canadense.

## Vida
Tupper nasceu em Amherst, Nova Escócia, filho do Rev. Charles Tupper e Miriam Lockhart. Ele foi educado na Horton Academy, Wolfville, Nova Escócia, e estudou medicina na Universidade de Edimburgo, graduando-se em medicina em 1843. Com a idade de 22 anos, ele havia lidado com 116 casos obstétricos. Ele praticou medicina periodicamente ao longo de sua carreira política (e serviu como o primeiro presidente da Associação Médica Canadense). Ele entrou na política da Nova Escócia em 1855 como um protegido de James William Johnston. Durante o mandato de Johnston como primeiro-ministro da Nova Escócia em 1857-1859 e 1863-1864, Tupper serviu como secretário provincial. Tupper substituiu Johnston como primeiro-ministro em 1864. Como primeiro-ministro, ele estabeleceu a educação pública na Nova Escócia e expandiu a rede ferroviária da Nova Escócia para promover a indústria.
Em 1860, Tupper apoiou a união de todas as colônias da América do Norte britânica. Acreditando que a união imediata de todas as colônias era impossível, em 1864, ele propôs uma União Marítima. No entanto, representantes da Província do Canadá pediram permissão para participar da reunião em Charlottetown agendada para discutir a União Marítima, a fim de apresentar uma proposta para uma união mais ampla, e a Conferência de Charlottetown tornou-se assim a primeira das três conferências que garantiram a Confederação Canadense. Tupper também representou a Nova Escócia nas outras duas conferências, a Conferência de Quebec (1864) e a Conferência de Londres de 1866. Na Nova Escócia, Tupper organizou um Partido da Confederação para combater as atividades do Partido AntiConfederação organizado por Joseph Howe e conduziu com sucesso a Nova Escócia à Confederação.
Após a aprovação do British North America Act em 1867, Tupper renunciou ao cargo de primeiro-ministro da Nova Escócia e começou uma carreira na política federal. Ele ocupou vários cargos de gabinete sob o Primeiro-Ministro Sir John A. Macdonald, incluindo Presidente do Conselho Privado da Rainha para o Canadá (1870-1872), Ministro da Receita Federal (1872-1873), Ministro da Alfândega (1873-1874), Ministro da Obras Públicas (1878-1879) e Ministro das Ferrovias e Canais (1879-1884). Inicialmente preparado como sucessor de Macdonald, Tupper teve um desentendimento com Macdonald e, no início de 1880, pediu a Macdonald que o nomeasse como Alto Comissário canadense no Reino Unido. Tupper assumiu o cargo em Londres em 1883 e permaneceria como alto comissário até 1895, embora em 1887-1888 ele tenha servido como ministro das finanças sem renunciar ao alto comissário.
Em 1895, o governo de Sir Mackenzie Bowell tropeçou na questão das escolas de Manitoba; como resultado, vários membros importantes do Partido Conservador do Canadá exigiram o retorno de Tupper para servir como primeiro-ministro. Tupper aceitou o convite e voltou ao Canadá, tornando-se primeiro-ministro em maio de 1896. Uma eleição foi convocada, pouco antes de ele tomar posse como primeiro-ministro, que seu partido perdeu para Wilfrid Laurier e os liberais. Tupper serviu como Líder da Oposição de julho de 1896 até 1900, quando retornou a Londres, Inglaterra, onde viveu até sua morte em 1915 e foi sepultado em Halifax, Nova Escócia. Ele foi o último sobrevivente pai canadense da Confederação. Em 2016, ele foi introduzido postumamente no Canadian Medical Hall of Fame.